# Oberpleichfeld
Oberpleichfeld är en kommun och ort i Landkreis Würzburg i Regierungsbezirk Unterfranken i förbundslandet Bayern i Tyskland.
Kommunen ingår i kommunalförbundet Bergtheim tillsammans med kommunen Bergtheim.